# フアンホ・カマーチョ
フアンホ・カマーチョ（Juanjo Camacho）ことフアン・ホセ・カマーチョ・バルノーラ（Juan José Camacho Barnola, 1980年8月2日 - ）は、スペイン・バレンシア出身の元サッカー選手。現役時代のポジションはミッドフィールダー。

## 経歴
レアル・サラゴサの下部組織出身だが、セグンダ・ディビシオンB（3部相当）のサラゴサBでのプレーが多かった。2000-01シーズンはセグンダ・ディビシオン（2部）のレクレアティーボ・ウェルバにレンタル移籍し、2001-02シーズンはセグンダBのレアル・マドリードBにレンタル移籍した。2002年から2004年はスコットランドのリヴィングストンFCに在籍した。2002-03シーズンは同じスペイン人のギジェルモ・アモールも所属しており、それなりに出場機会があった。2004-05シーズンには再びサラゴサでプレーしたが、プリメーラではシーズン終盤の5試合しか出場機会がなかった。主にサラゴサBでプレーし、2005-06シーズン後半戦はUEリェイダにレンタル移籍した。2006-07シーズンはセグンダBのSDウエスカに、2007-08シーズンは同じくセグンダBのUDベシンダリオに所属した。2008年には、セグンダに昇格していたウエスカに加入。レギュラーに定着すると、2010-11シーズンにはチーム最多の3,675分に出場し、自己最多かつチーム内得点王の13得点を挙げた。
2019年5月14日、現役引退を発表した。

## 家族
父親のフアン・ホセ・カマーチョ（息子と同名）もサッカー選手であり、弟のイグナシオ・カマーチョもサッカー選手である。イグナシオはレアル・サラゴサの下部組織で育ったが、プロデビュー後は主にアトレティコ・マドリードでプレーしている。

## タイトル

### クラブ
レアル・マドリードB
- セグンダ・ディビシオンB : 1回 (2001-02)

サラゴサ
- スーペルコパ・デ・エスパーニャ : 1回 (2004-05)

ウエスカ
- セグンダ・ディビシオンB : 1回 (2014-15)

### 代表
U-16スペイン代表
- UEFA U-16欧州選手権 : 1回 (1996)